# Caixa niu

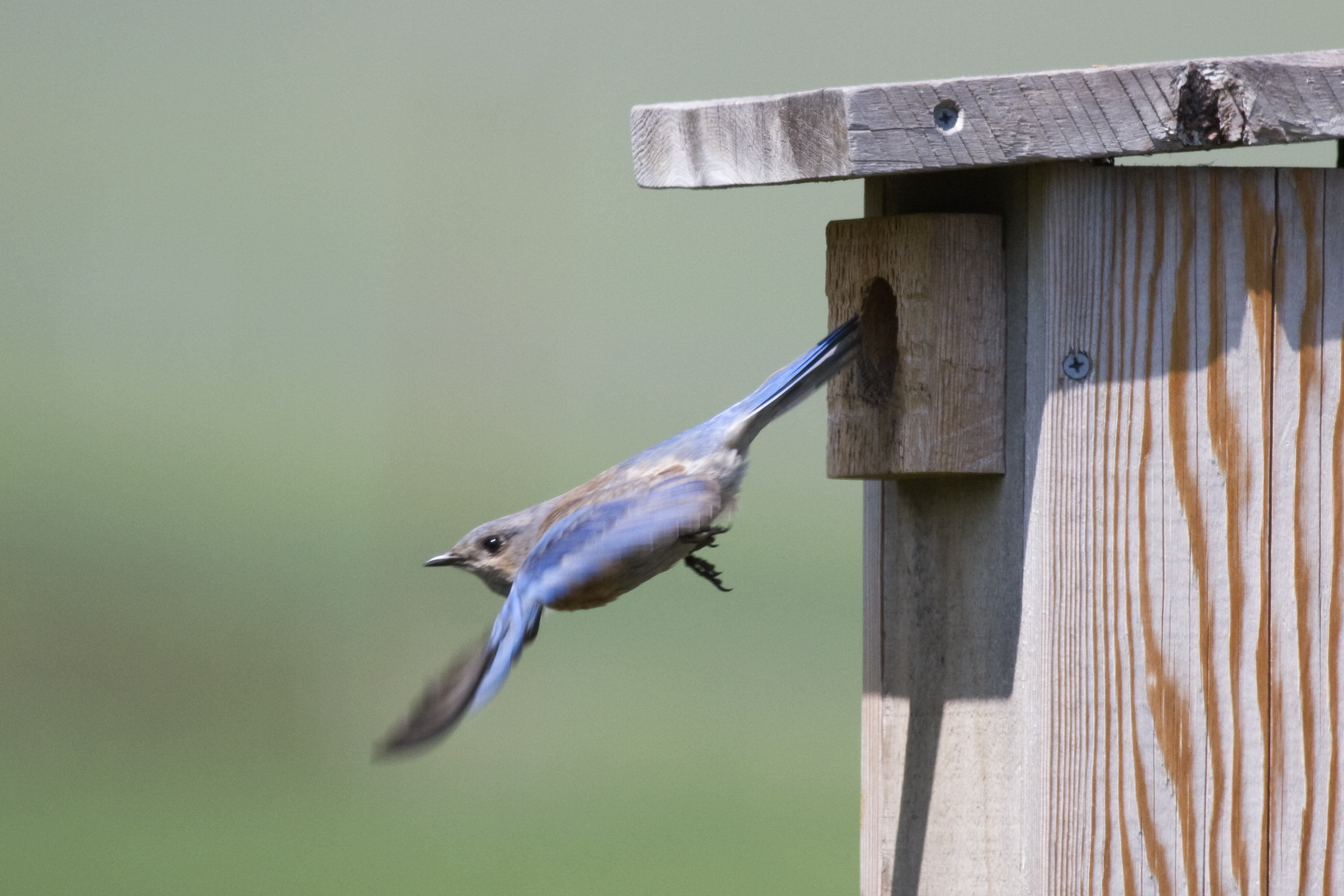
Siàlid de l'Oest deixant una caixa de niu

Una caixa niu és un recipient fet per l'home que permet als animals niar-hi a dins. Les caixes de niu son freqüentment utilitzades pels ocells, i aquests casos també poden rebre el nom de cases d'ocells o caixes niu d'aus, tot i que algunes espècies de petits mamífers també les poden utilitzar. La col·locació de caixes niu també es poden ajudar a mantenir poblacions d'espècies en particular en una àrea determinada. La caixa niu va ser inventada pel conservacionista britànic Charles Waterton,a principis del s.XIX, per fomentar la vida de les aus en general i de les aus aquàtiques en particular a la reserva natural que va instal·lar en la seva propietat.

## Construcció

### Construcció general
Les caixes de niu estan fetes normalment de fusta, tot i que algunes espècies com l'Oreneta porpra del nord nia dins el metall. Algunes caixes són fetes d'una barreja de fusta i formigó, i s'anomenen woodcrete.
Les caixes niu haurien de ser fetes amb fusta sense tractar, amb un sostre inclinat en voladís, un pis buit, forats de drenatge que permetin la ventilació i l'accés de la llum solar, i que hi hagi possbilitat d'accedir l'interior per efectuar tasques de control i neteja, però sense tenir cap perxa exterior que permeti accedir als depredadors. Les caixes tampoc poden tenir un forat d'entrada o una apetura fàcilment identificable. Algunes caixes de niu poden ser força decoratives i complexes, de vegades imitant cases humanes o altres estructures. També poden contenir càmeres de caixa niu de manera que es pugui controlar l'activitat que es porta a terme en seu interior.

### Construcció de caixa niu d'ocell

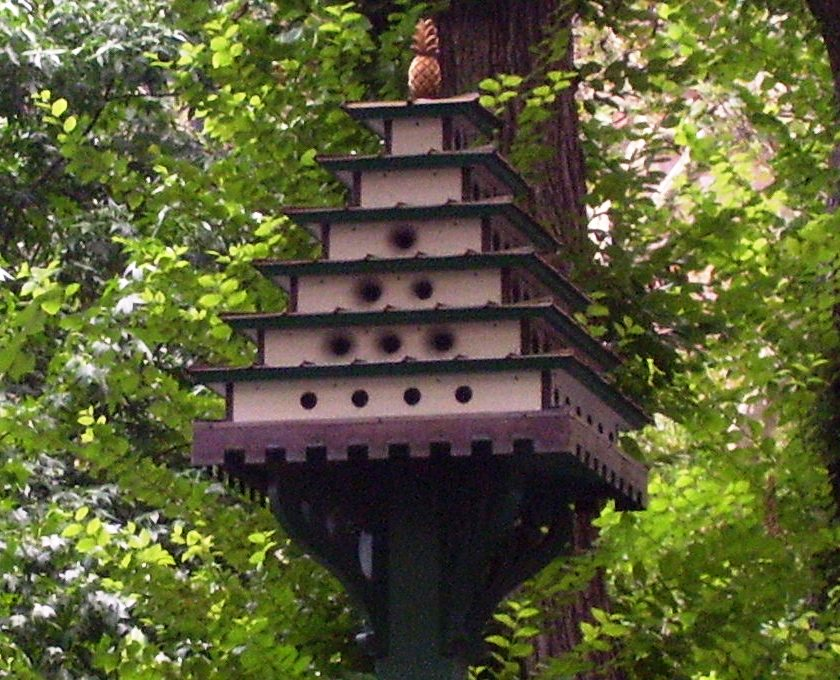
Caixes niu a Gramercy Parc, Ciutat de Nova York, observeu l'ús de forats d'entrada de diferents diàmetres

El diàmetre de l'obertura d'una caixa-niu té una influència molt gran en les espècies d'ocells que utilitzaran la caixa. Molts ocells petits escullen els forats només amb la mida justa perquè hi pugui cabre una au adulta de l'espècie. Això pot ser una estratègia per impedir que ocells d'altres espècies puguin assaltar-lo. En països europeus, una obertura de 2.5 cm de diàmetre atraurà a Poecile palustris, Poecile montanus; una obertura de 2.8 cm de diàmetre atraurà Ficedula hypoleuca, una obertura de 3 cm de diàmetre atraurà Parus important, Passer montanus, i una obertura de 3 cm de diàmetre atraurà a Passer domesticus.
La mida de les caixes niu també afecta l'espècie d'aus que pguin utilitzar la caixa. Caixes molt petites atreuen Troglodítids i Cèrtids i les que són molt grans poden atreure ànecs i mussols. Es important treure les caixes niu cada temporada per netejar-les i eliminar-ne els paràsits, i així poder-les reutilitzar de nou amb èxit la temporada vinent.
El material utilitzat per la construcció també pot ser important. S'ha demostrat que els pardals prefereixen caixes fetes amb woodcrete més que de fusta. Les aus que nien en woodcrete tenen urpes anteriors, un període d'incubació més curt, i un major èxit reproductiu, potser perquè els nius sintètics son més calents que els seus homòlegs de fusta.
La col·locació d'una caixa niu, evidentment, és també important. Algunes aus (incloent les rapinyaires) prefereixen la seva caixa niu sols a una alçada òptima. Els ànecs prefereixen niar a llocs baixos o fins i tot a nivell de terra. Per a moltes aus, l'orientació solar és molt important molt parent d'orientació dels ocells al sol és de gran importància, preferint una orientació lluny de la llum solar directa i que prevalgui el resguard de la pluja.

### Construcció de caixes per a ratpenats
Les caixes-niu de ratpenats difereixen de les caixes-niu d'ocells ja en el seu propi disseny, amb l'obertura més gran en la parti inferior de la caixa, i és coneixen sovint mes aviat com a caixes de ratpenat, tot i que per la cria d'exemplars joves, serveixen al mateix propòsit. Algunes espècies de ratpenats en perill poden ser recolzades a nivell local amb la provisió de caixes col·locades adequadament. Tanmateix, les espècies que resposen en boscos o grans cavitats no utilitzaran les caixes de ratpenat. Aquestes són fetes típicament de fusta, i hi ha diversos dissenys amb cambres individuals o múltiples. Existeixen instruccions per fer les caixes de ratpenat amb fons oberts per colònies petites i grans, i hi ha civersos llocs on es poden comprar a la xarxa. El color i la col·locació és important a assegurar-se que el ratpenat utilitzi la caixa. Les caixes de ratpenats que estan en eapis massa ombrejats no s'ecalfen prou com per atreure una colònia maternal de ratpenats. Projectes de caixes de ratpenat australians han estat funcionant durant mes de 12 anys, en particular a l'Organ Pipes National Park. Actualment hi ha 42 caixes de perxa que utilitzen el disseny de Robert E. Stebbings, el qual va aconseguir el seu punt màxim de 280 ratpenats descansan en elles. El problema més gran de les caixes de perxa és el manteniment continuat; la caiguda de les caixes; el manteniment de la fusta; i plagues com les formigues, les rates, ocasionalment, els possums, i les aranyes.

## Altres espècies

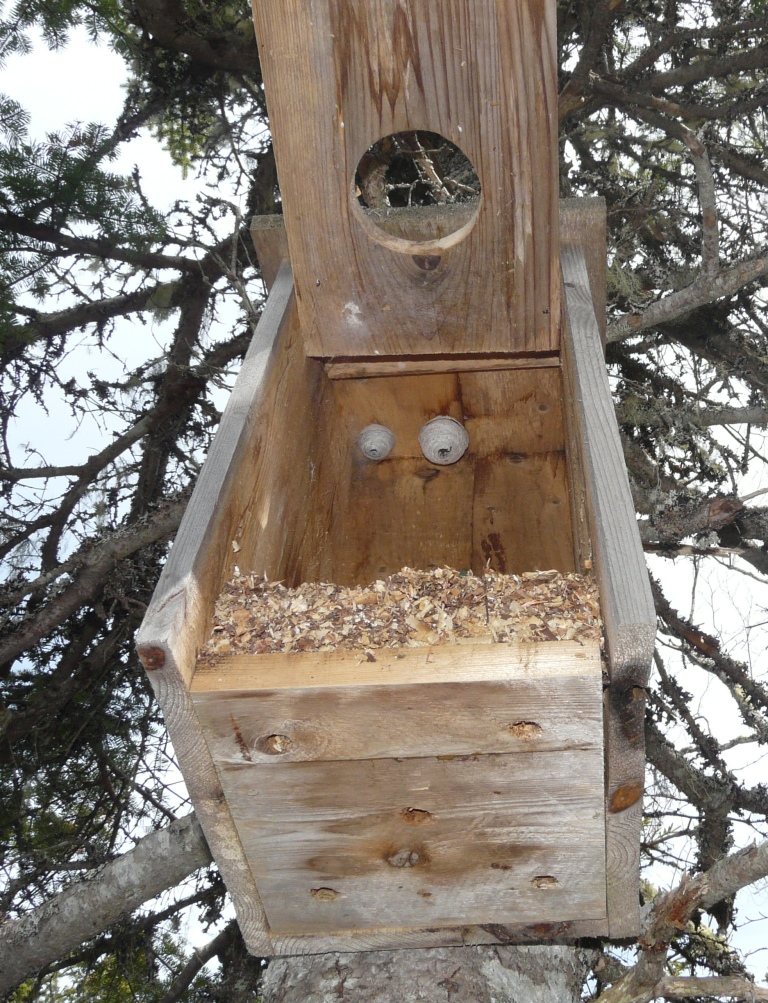
Dos nius de vespa dins una caixa niu adreçada als mussols boreals.

Les caixes niu es comercialitzen no només per les aus, sinó també per les papallones i altres mamífers, especialment arboris com els esquirols i els Opòssum. Depenent de l'animal, aquestes caixes són utilitzades com a refugi, criant, o per a totes dues finalitats. En el cas de les papallones es per la hibernació.
Les vespes poden construir els seus nius dins d'una caixa niu pretesa per altres animals, i poden excloure l'espècie a la qual anava destinada.

## Galeria

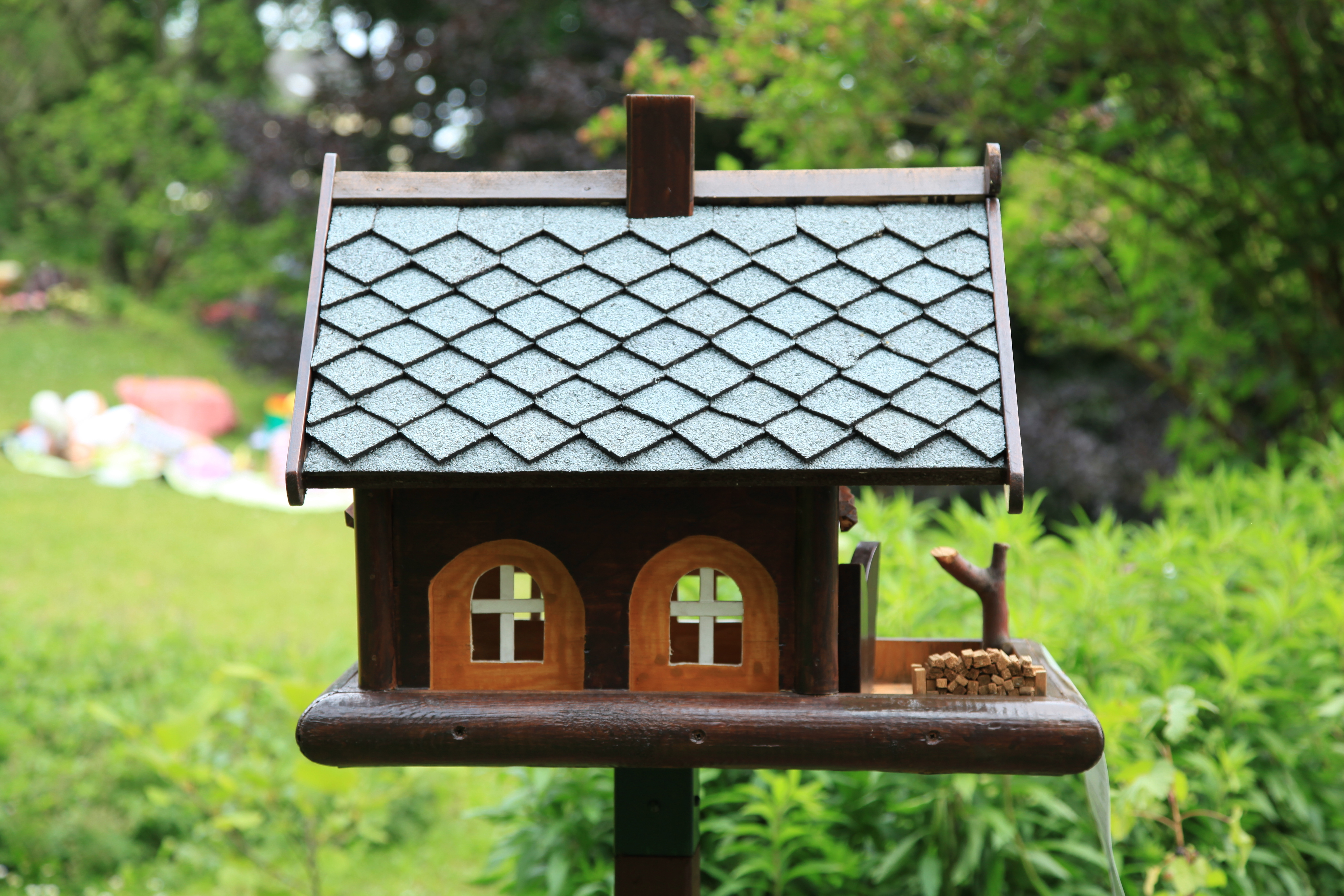
Caixa niu a Löbau (Saxonia)
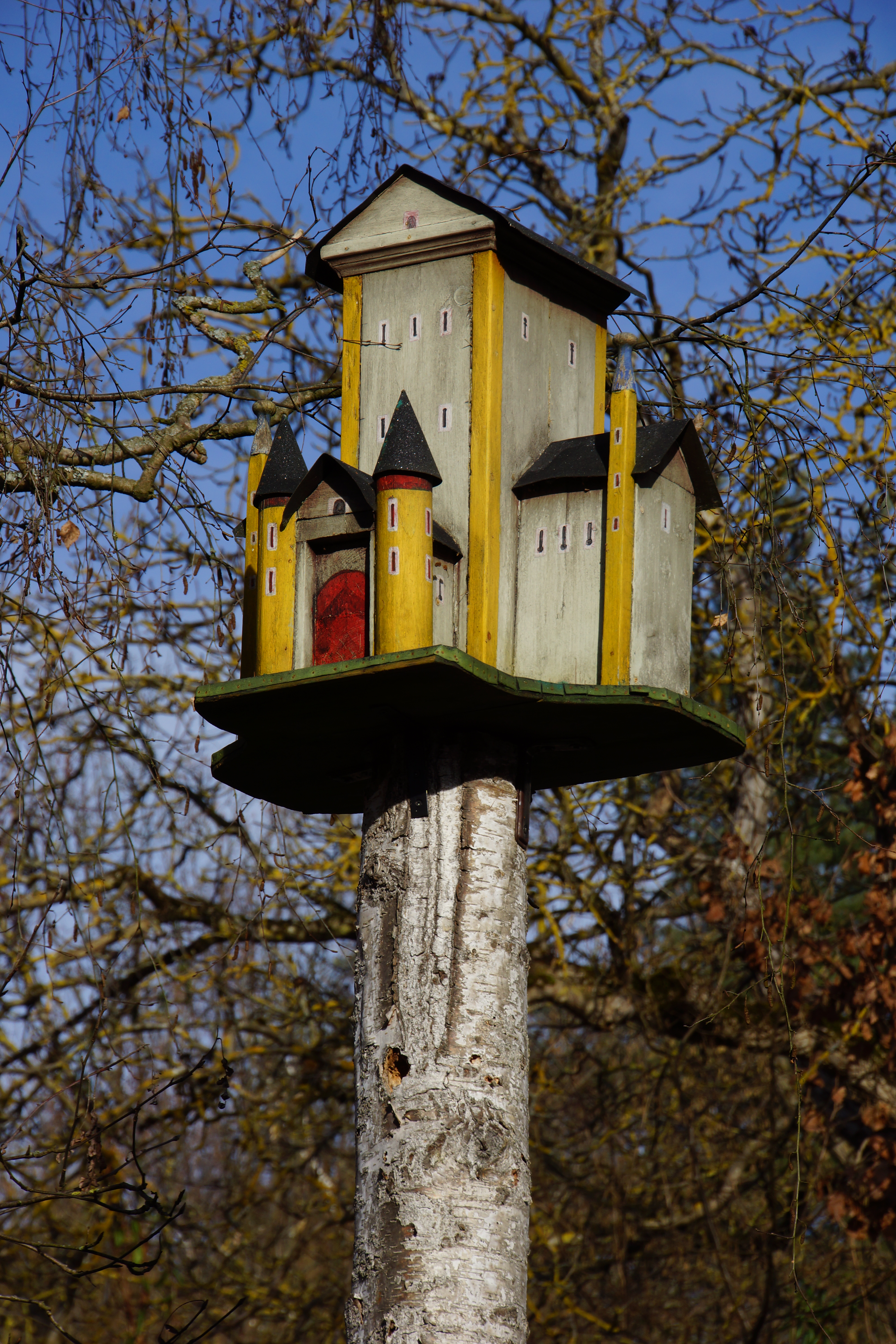
Caixa niu a Berngau (Baviera)
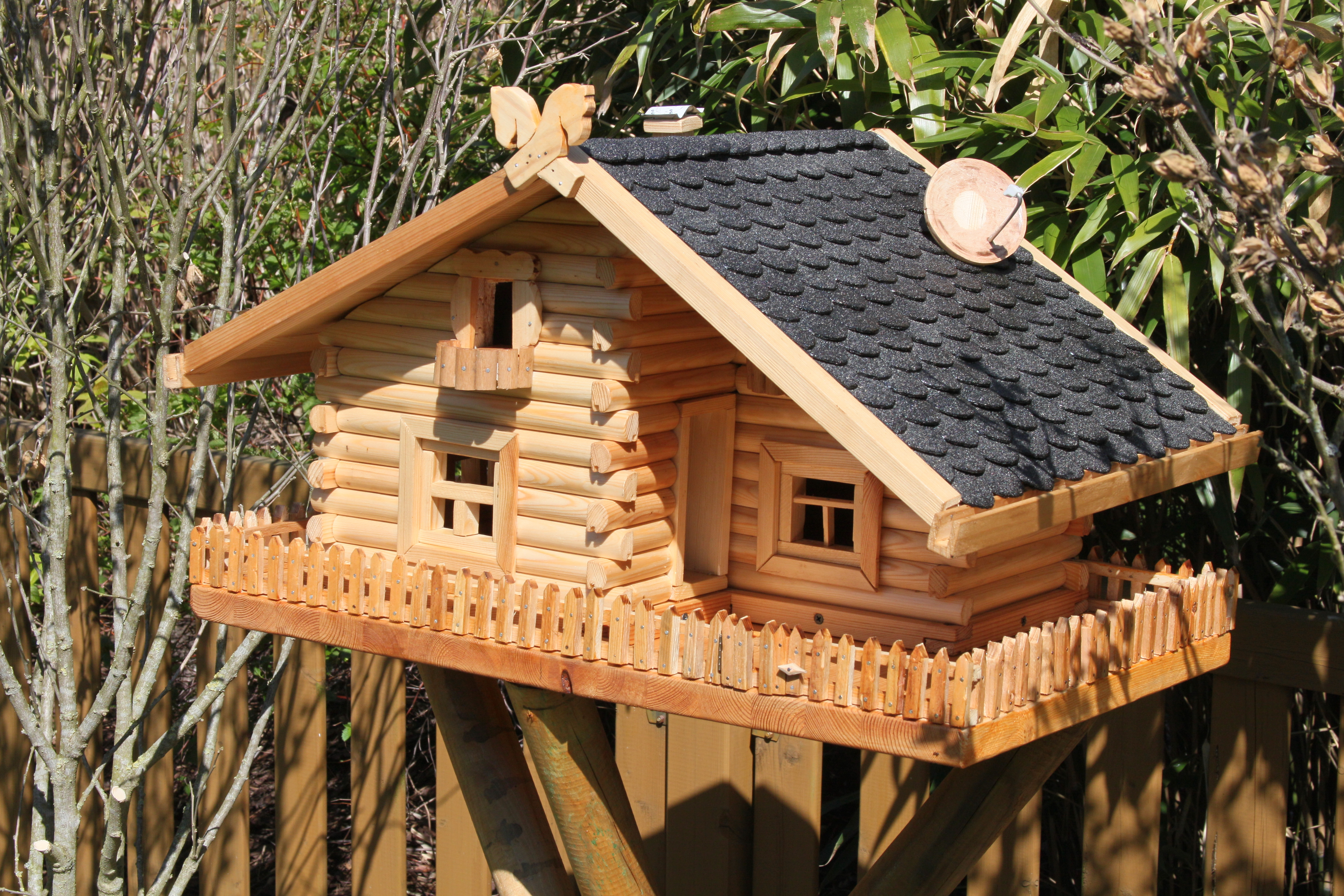
Model de caixa niu "Eduard" (lloc desconegut)
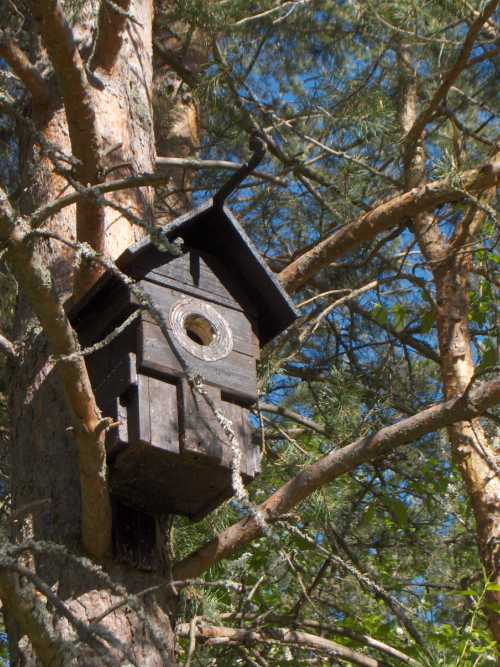
Caixa niu per ocell gran (Finlàndia)
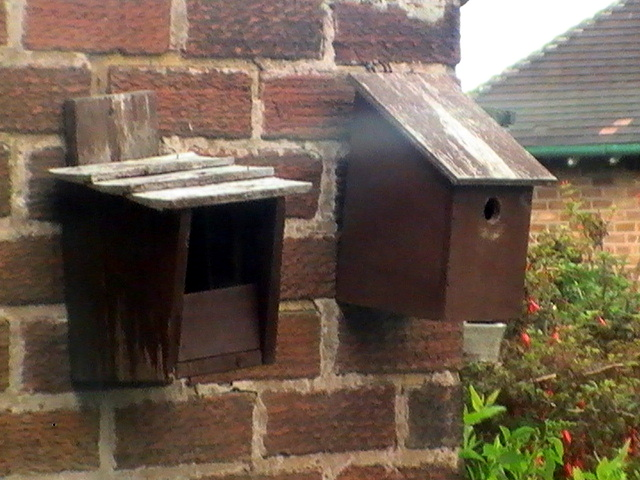
Caixes de niu típiques en el Regne Unit
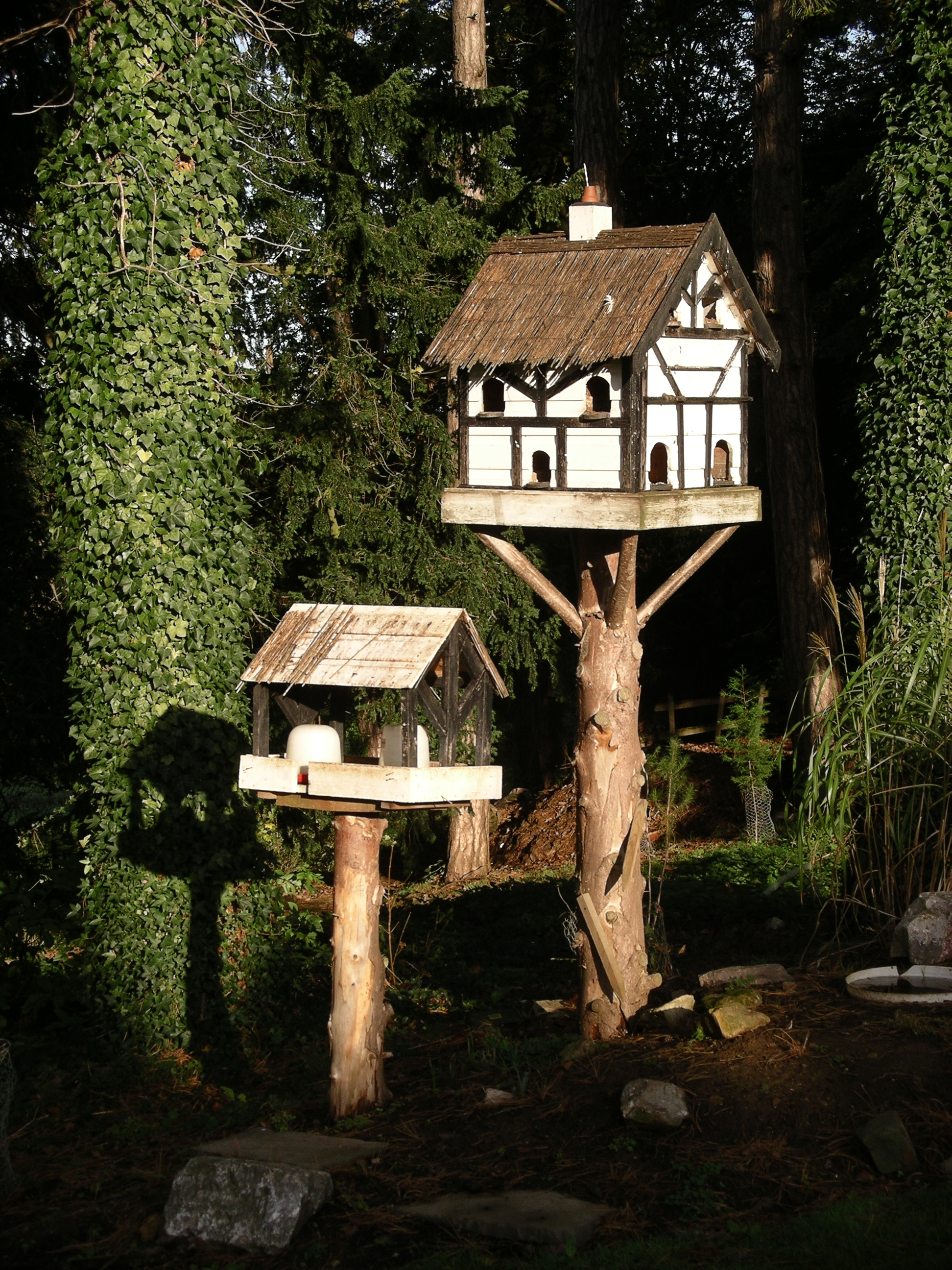
Caixa de niu múltiple amb estació d'aliment
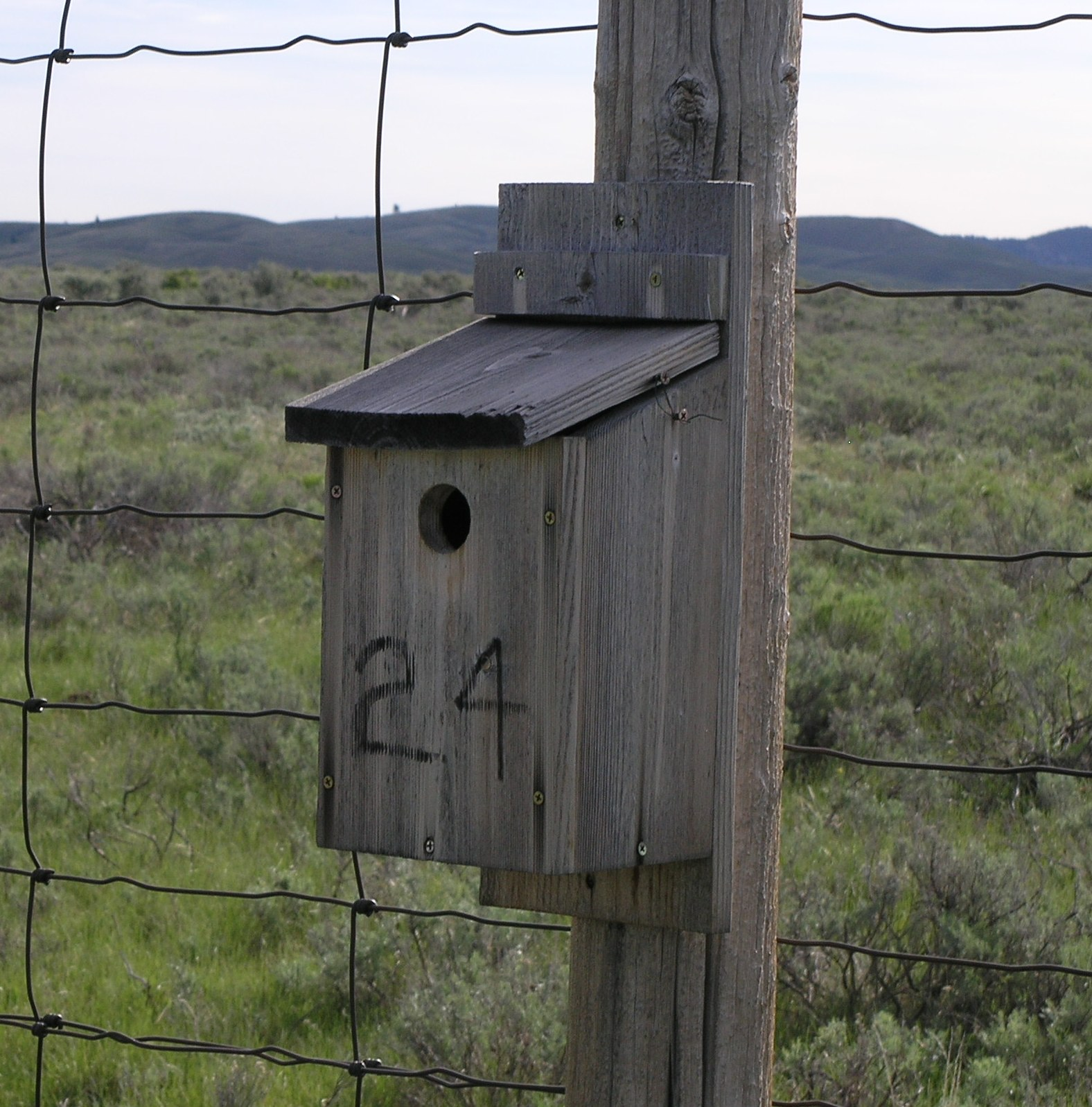
Caixa d'imbricació instal·lada per a estudi científic.
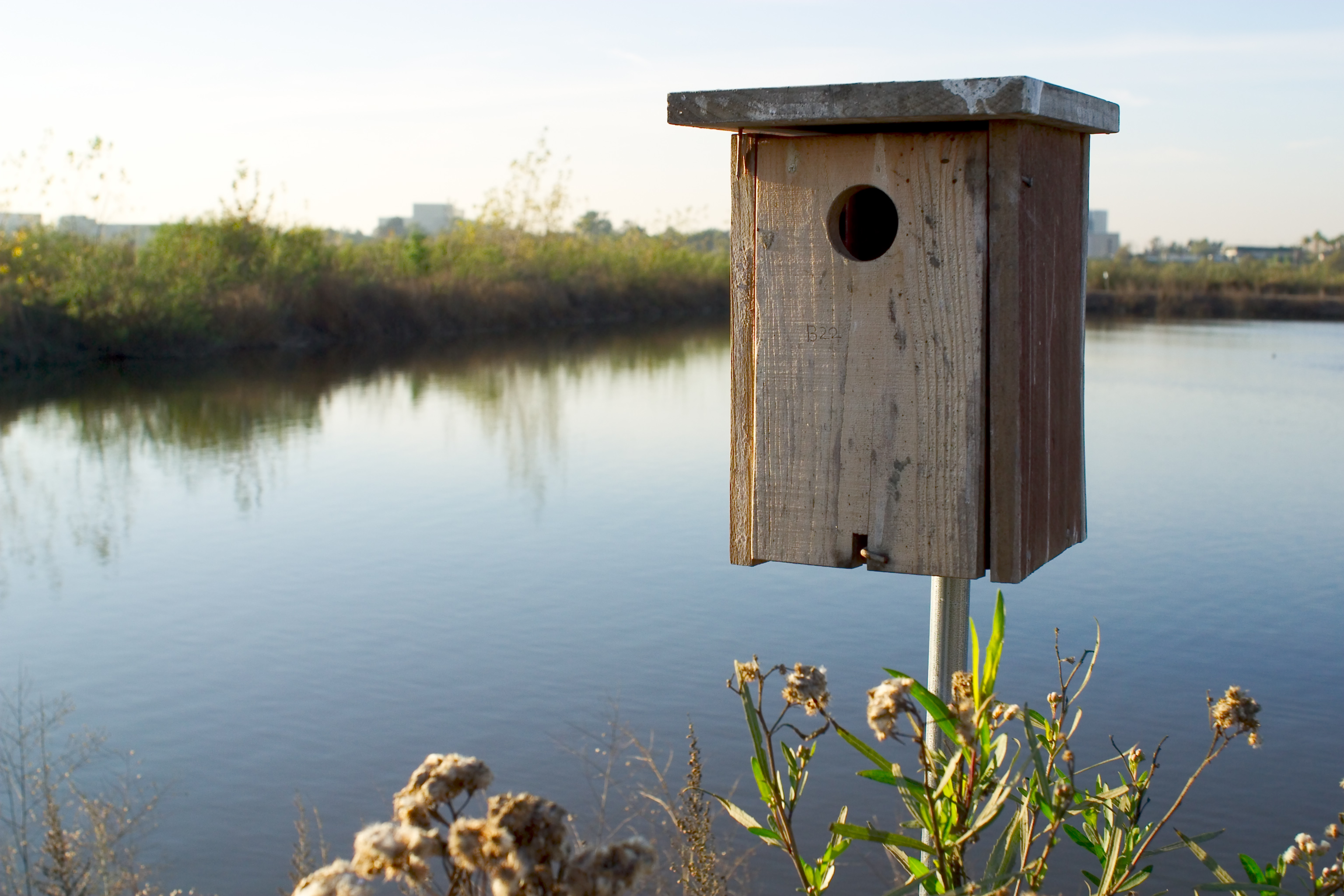
Caixa niu a San Joaquin Wildlife Sanctuary a Irvine, California
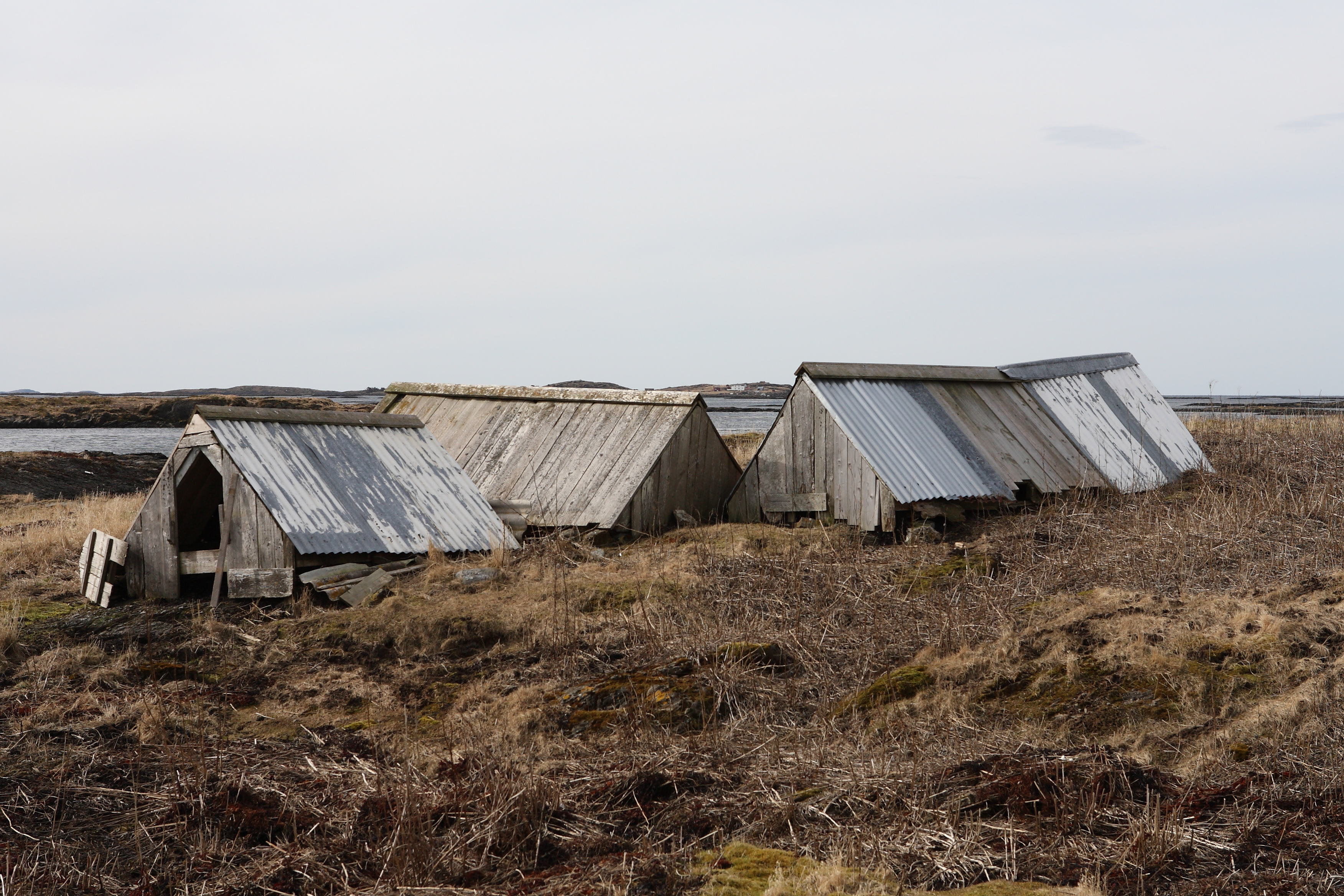
Caixa niu per a Êider comú, a Lanan, Vega, Noruega.
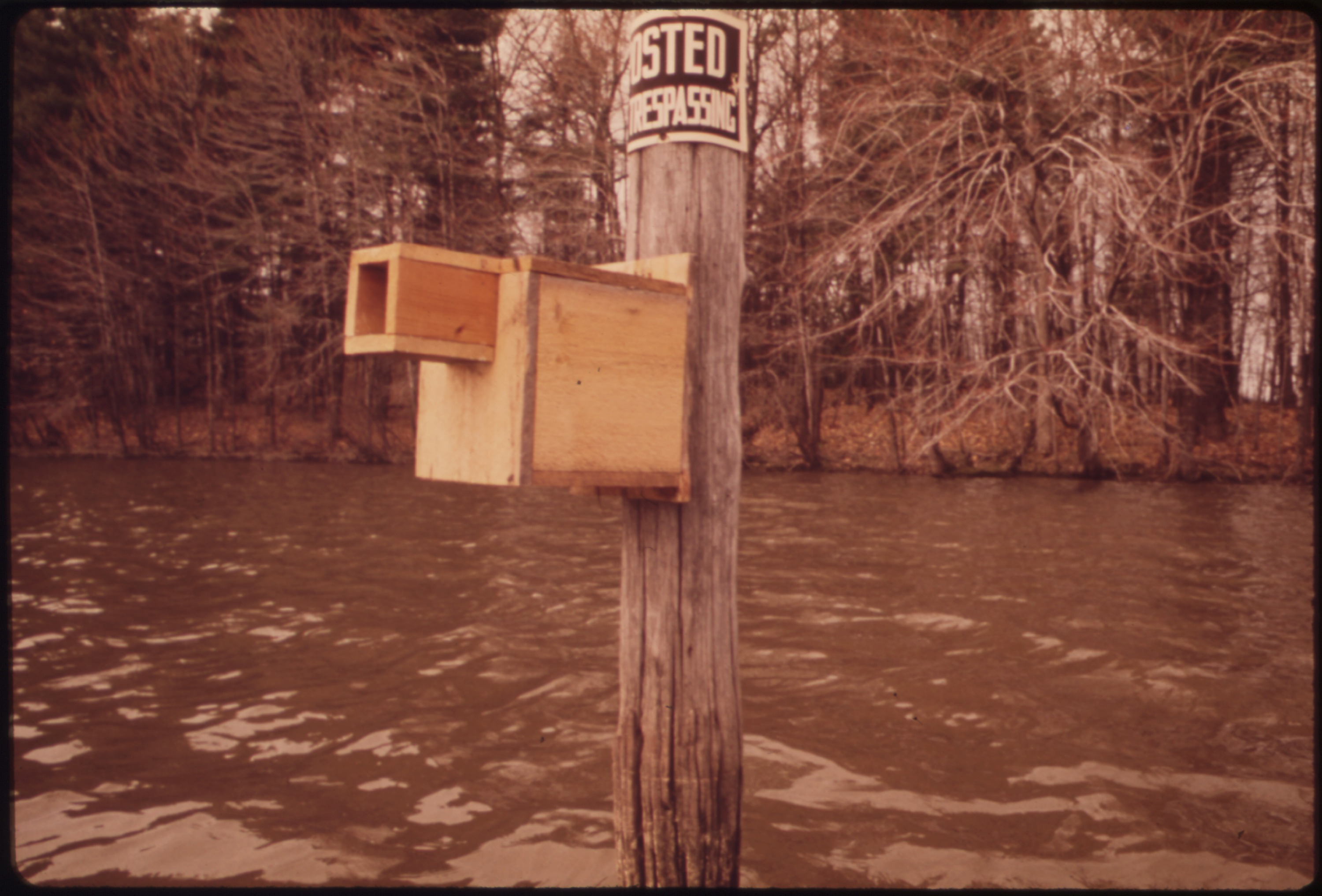
Caixa niu per ànecs al riu Nashua a Boston (Suffolk, Massachusetts)
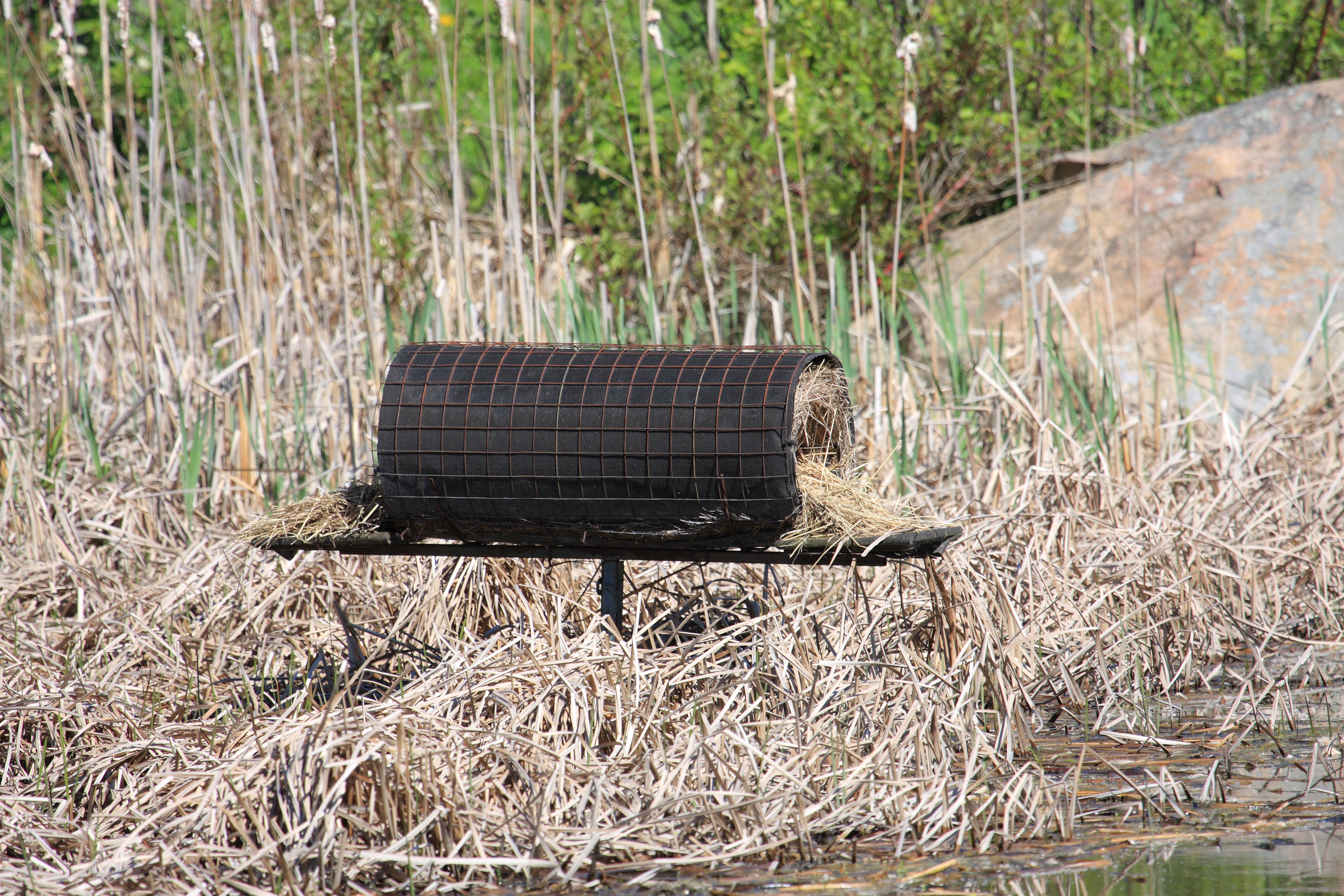
Tunel niu per ànecs a la Reserva Natural Cap Tourmente (Quebec) Canada.
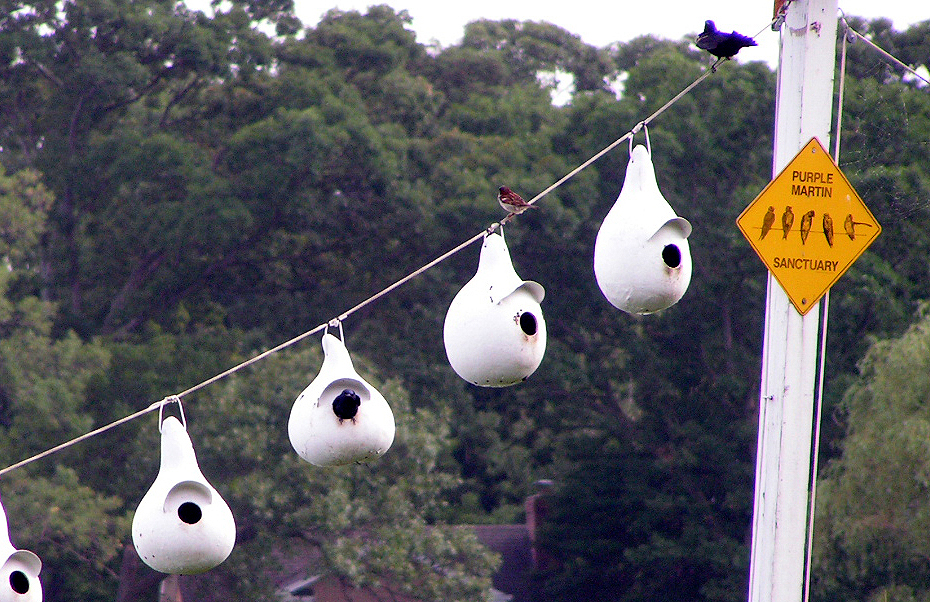
Caixes niu a Purple Martin Sanctuary, Monmouth County, New Jersey, USA
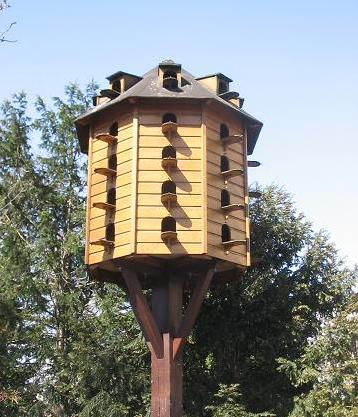
Caixa niu al llac Fenn ("Fennsee") de Berlin
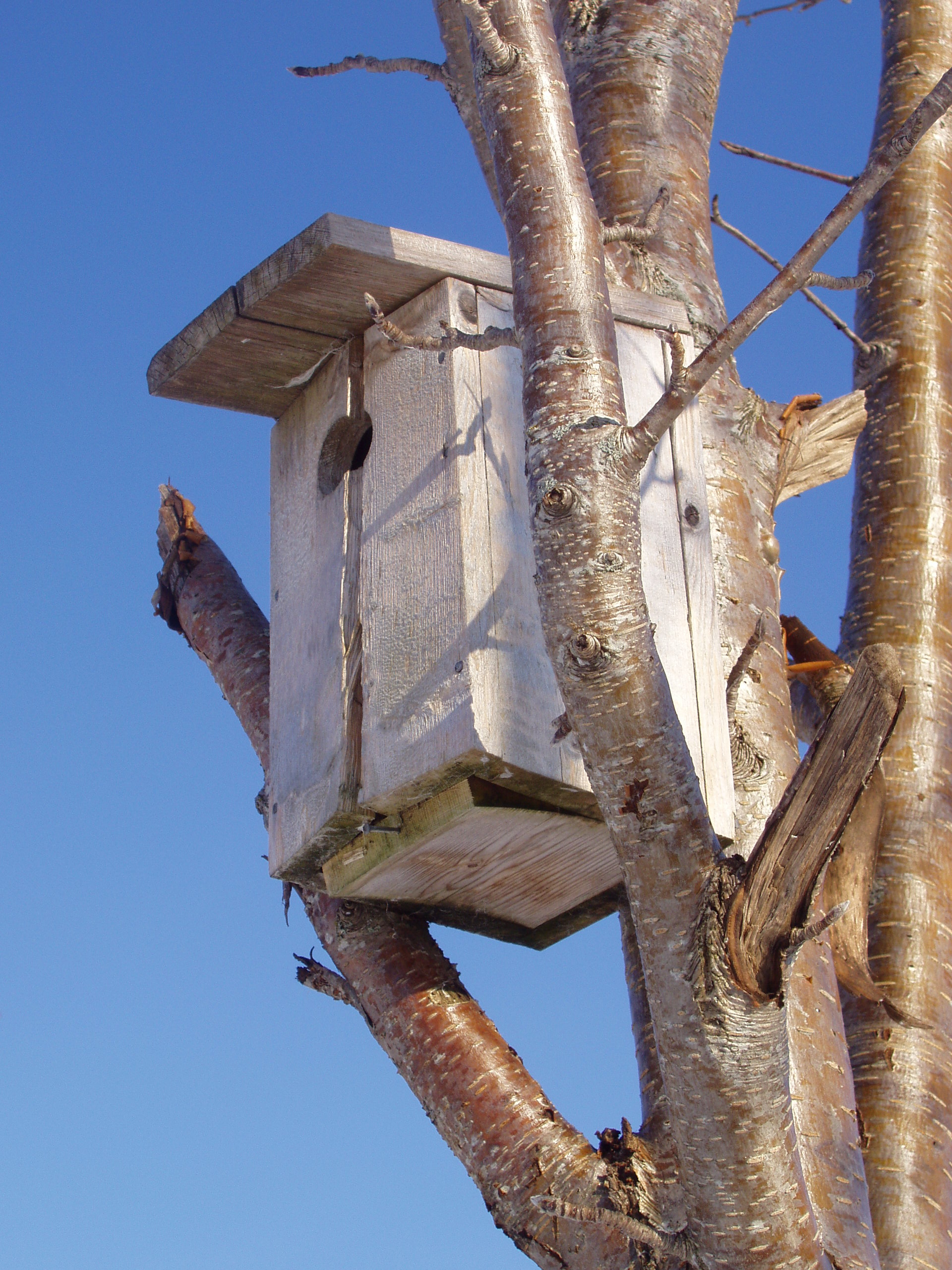
Caixa niu en una Moixera de guilla
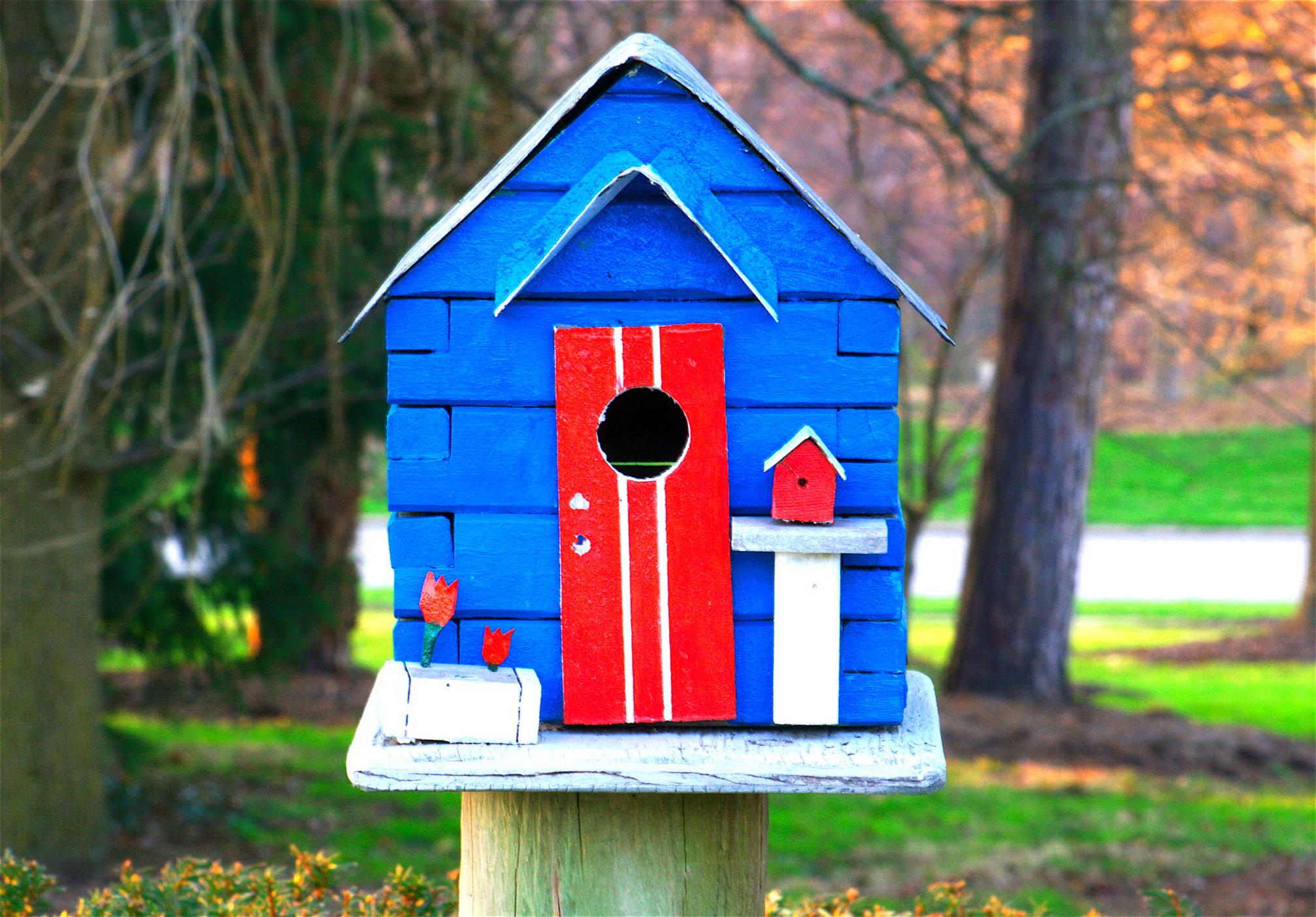
Caixa niu a Ault Park (Cincinnati) Ohio
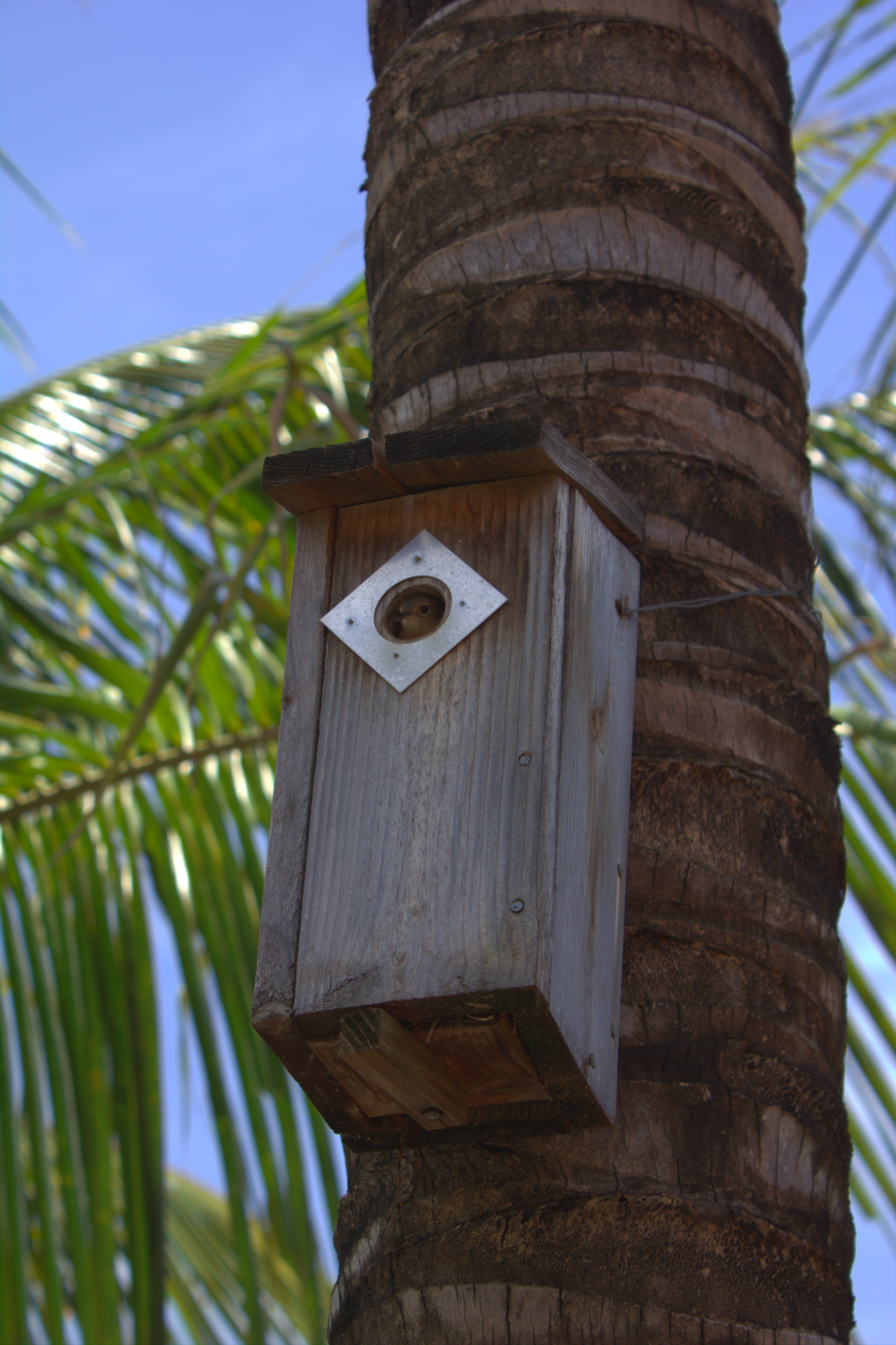
Imatge d'un Turdus rufiventris amb una caixa niu al Sud-est del Brasil
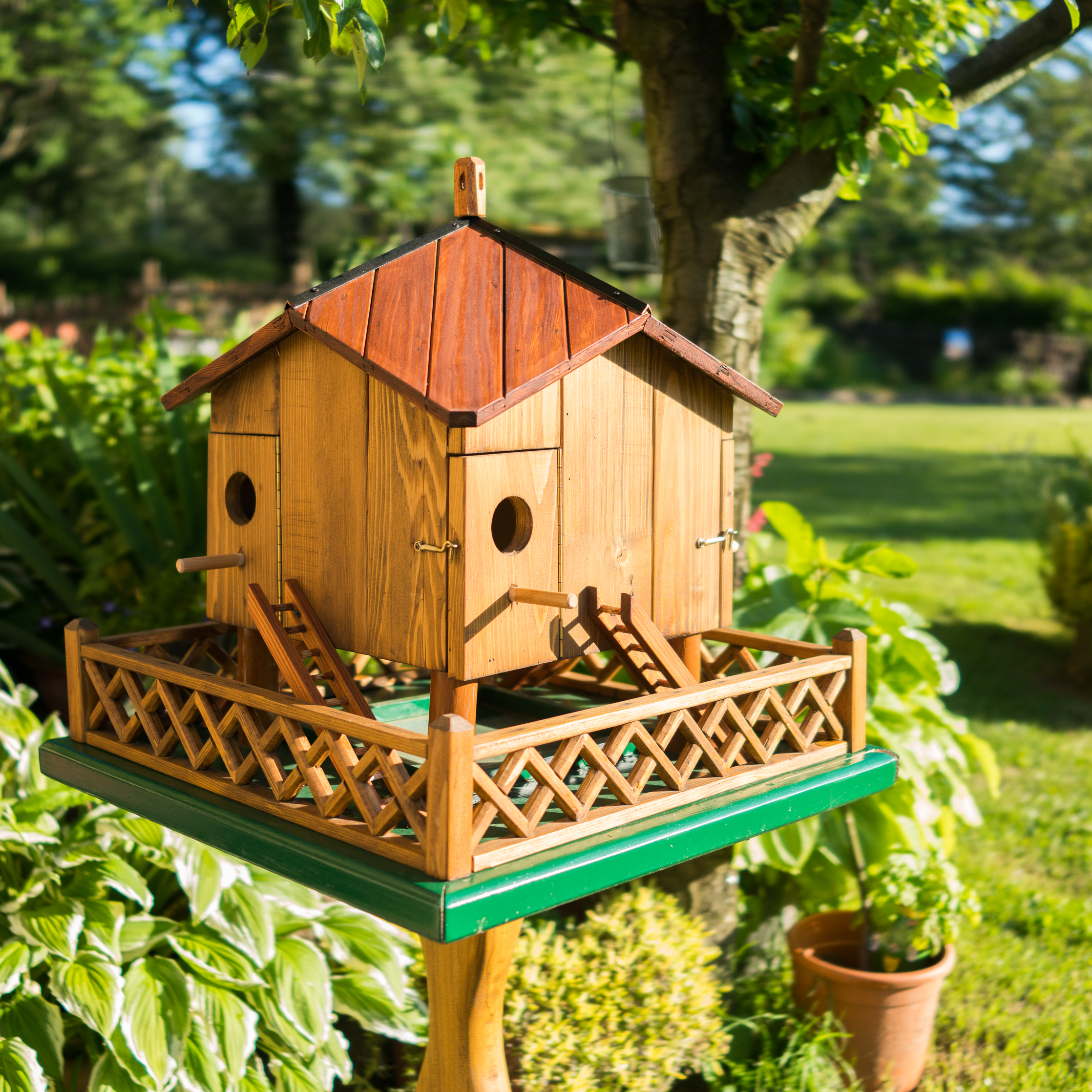
Caixa niu a Esino Lario, Llombardia Itàlia.